# فدوى عبيد
فدوى عبيد (1939- 2022) مطربة لبنانية من جيل هيام يونس وسميرة توفيق برزت في الستينات والسبعينات. لها أغاني وطنية لعدد من دول العالم العربي غنت أغاني وطنية لبلدها لبنان ولمصر والسعودية.

## نشاطها الفني
قدمت فدوى عبيد العديد من الأغنيات من لون الطرب الأصيل، بالإضافة إلى الأغنيات الدينية ومن أشهر أغنياتها: «عيوني هالعيون»، «نهاية حب»، «حبيبي أنت»، «طلوا الأحباب»، «على وين ما تروح يا هوى»، «لا تكابر»، «راح امبارح وطل اليوم»، «حبك على جبيني قدر»، «يلي الوجود صنعة بايدك»، «أغنية دينية»، «يا ساكن الليل».. «من الديراب إلى شقراء».
عرفت آخر اغنياتها «شب حليوة» و«أفندي»، والتي قدمتها منذ أكثر من 30 عاما قبيل اعتزالها نجاحا كبيرا وكانت الأغنية من كلمات الشاعر ميشال طعمة، دخلت فدوى من خلالها عالم الأغنية الشعبية ولكن على أثر اندلاع الحرب الأهلية هاجرت فدوى عبيد إلى الولايات المتحدة الأميركية واعتزلت الفن بشكل نهائي.
من أشهر أغانيها من الديراب إلى شقراء صحارينا غدت خضراء وأغنية عنيزة وبريدة. صاحبة صوت رخيم عاصرت زمن العمالقة لمع نجمها من خلال الألحان التي قدمها كبار الملحنين من أمثال الموسيقار رياض السنباطي الذي لحّن لها أغنية (لبيك يا ربي) والموسيقار فريد الأطرش اللذين أعجبا بصوتها كثيرا.
كما أعجب بها الموسيقار وليد غلمية وقدمها في مسرحية «يا ليل» من تأليف جورج جرداق، ضمن مهرجانات جبيل 1971 وشارك في البطولة الي جانب فدوى عبيد، جوزيف عازار ودريد لحام.

## الوفاة
توفيت فدوى عبيد في 15 كانون الثاني (يناير) 2022، بعد سقوطها داخل منزلها في ولاية ميتشيغن الأميركية، ما أدى إلى إصابتها بنزيف في الرأس نُقلت على إثره إلى أحد مستشفيات الولاية، حيث فارقت الحياة بعد إصابتها بنوبة قلبية. وكانت قد أوصت في أحد لقاءاتها الصحافية النادرة مع مجلة «الحسناء» في الثمانينيات، قائلة: 
«لفّوني بعلم بلادي عندما أموت». 
وكان لها ما أرادت. تدثّر نعشها بالعلم اللبناني في جنازتها يوم الاثنين 17 /1/ 2022، وسار خلفها حشد من المحبين والأصدقاء، قبل أن تُوارى الثرى في إحدى مقابر ميتشيغن الإسلامية بجانب قبرَي والديها.

## وصلات خارجية
- رحيل أحد وجوه العصر الذهبيّ في الأغنية اللبنانية والمصرية: فدوى عبيد... هل تذكرون «الصوت الأسمهانيّ»؟